# Футбольна федерація Джибуті
Футбольна федерація Джибуті (англ. Djiboutian Football Association, фр. Fédération Djiboutienne de Football) — організація, що здійснює контроль та управління футболом у Джибуті. Розташовується в столиці держави — Джибуті. ФФД заснована у 1979 році, вступила до ФІФА та до КАФ у 1994 році. 1998 року стала членом УАФА. Федерація організує діяльність та керує національними збірними з футболу (чоловічою, жіночою, молодіжними). Під егідою федерації проводиться чемпіонат країни та багато інших змагань.